# ラザロス・ロタ
ラザロス・ロタ（Lazaros Rota、1997年8月23日 - ）は、ギリシャ・カテリーニ出身のサッカー選手。AEKアテネFC所属。ポジションはDF。

## クラブ経歴
2018年7月29日、MFKゼムプリーン・ミハロフツェ在籍時、フォルトゥナ・リーガのFCドゥナイスカー・ストレダ戦でプロデビューを果たした。
2020年1月31日、フォルトゥナ・シッタートと3年半契約を交わした。2月7日、ヘラクレス・アルメロ戦でデビューしたが、試合には0-2で敗れている。
2021年9月2日、AEKアテネFCに3年契約で移籍した。

## 代表経歴
2020年10月11日、ネーションズリーグのモルドバ代表戦で代表初出場。